# Tony Maggs
Anthony "Tony" Maggs, född 9 februari 1937 i Pretoria, död 2 juni 2009, var en sydafrikansk racerförare.

## Racingkarriär
Maggs körde för Ken Tyrrells Cooper-Austin Formel Junior-stall och delade EM titeln med Jo Siffert 1961. Året efter fick han en förarplats bredvid Bruce McLaren i Coopers formel 1-stall, i vilket han körde säsongerna 1962 och 1963. Hans bästa resultat var andraplatserna i Frankrike 1962 och Frankrike 1963. 
Säsongen 1964 ersattes han av den tidigare världsmästaren Phil Hill och flyttade till Scuderia Centro Sud. Maggs avslutade sin F1-karriär med ett lopp för Reg Parnell i Sydafrika 1965. Han körde sedan några formel 2-lopp tills en olycka inträffade under ett lopp i Pietermaritzburg, där ett barn bland åskådarna omkom. Maggs lade då av racing och blev jordbrukare.

## F1-karriär
| Säsong | Stall/Tillverkare                  | Poäng | Placering |
| ------ | ---------------------------------- | ----- | --------- |
| 1961   | Louise Bryden-Brown (Lotus-Climax) | 0     | –         |
| 1962   | Cooper-Climax                      | 13    | 7         |
| 1963   | Cooper-Climax                      | 9     | 8         |
| 1964   | Scuderia Centro Sud (BRM)          | 4     | 13        |
| 1965   | Reg Parnell (Lotus-BRM)            | 0     | –         |

| 1. Frankrike 1962 2. Frankrike 1963 | 1. Sydafrika 1962 |